# Anomis lavaudeni
Anomis lavaudeni là một loài bướm đêm trong họ Erebidae.